# نهائي كأس الولايات المتحدة المفتوح 2022

ملعب أورلاندو سيتي - استضاف المباراة النهائية

نهائي كأس لامار هانت المفتوحة للولايات المتحدة 2022 (بالإنجليزية: The 2022 Lamar Hunt U.S. Open Cup Final)‏ مباراة كرة قدم أقيمت في 7 سبتمبر 2022 في ملعب إكسبلوريا في أورلاندو، فلوريدا ، الولايات المتحدة. أُقيمت هذه المباراة لتحديد الفائز ببطولة كأس الولايات المتحدة المفتوحة لعام 2022، والتي كانت النسخة رقم 107 من أقدم منافسة في كرة القدم في الولايات المتحدة. هذه البطولة مفتوحة أمام الفرق الهواة والمحترفة المنتسبة إلى الاتحاد الأمريكي لكرة القدم.
فاز فريق أورلاندو سيتي على فريق ساكرامنتو بنتيجة 3-0، حيث سُجلت جميع الأهداف في الشوط الثاني، ليحققوا بذلك أول بطولة لهم كنادي في دوري الدوريات الكبرى الأمريكي لكرة القدم (MLS). وأصبحوا بذلك الفريق الثاني من فلوريدا الذي يفوز بكأس الولايات المتحدة المفتوحة ويتأهل لبطولة دوري أبطال كونكاكاف لعام 2023.

## الطريق إلى النهائي
كأس لامار هانت للولايات المتحدة المفتوحة هي منافسة سنوية في كرة القدم متاحة للفرق الكبار في الولايات المتحدة التي تنتمي إلى الاتحاد الأمريكي لكرة القدم. يشمل مشاركوها 103 فريقًا يتضمن فرقًا احترافية وهواة، باستثناء الفرق الاحتياطية والأكاديمية التي تمتلكها وتديرها مباشرة أندية دوري الدوريات الكبرى الأمريكي لكرة القدم (MLS). كانت النسخة العام 2022 من البطولة هي النسخة رقم 107 من كأس الولايات المتحدة المفتوحة، وهي أقدم بطولة مستمرة في مجال كرة القدم في الولايات المتحدة. وقد كانت هذه أول نسخة من كأس الولايات المتحدة المفتوحة تُقام منذ عام 2019 بسبب جائحة كورونا التي أدت إلى إلغاء النسختين لعامي 2020 و 2021. 
دخلت الفرق المؤهلة من دوري الدوريات الكبرى الأمريكي لكرة القدم في الدورين الثالث والرابع من البطولة، حيث واجهت فرقًا من دوري الدرجة الأولى لكرة القدم الأمريكي ، ودوري الدرجة الثانية لكرة القدم الأمريكي، وجمعية كرة القدم المستقلة الوطنية، بالإضافة إلى الدوريات الهواية. ومن الدور الثالث فصاعداً، تم تنظيم المشاركين في مجموعات تضم من أربع إلى ستة فرق بناءً على الموقع الجغرافي، وسُحبت الزوجيات وفقًا لذلك. تم أيضًا تحديد الفرق المضيفة بواسطة سحب عشوائي مع إعطاء الأفضلية للملاعب التي تستوفي الحد الأدنى من معايير البطولة.
المتأهلون للتصفيات النهائية، أورلاندو سيتي إس سي الفريقان النهائيان، نادي أورلاندو سيتي ونادي ساكرامنتو ريبابليك، يشاركان في دوري الدوريات الكبرى الأمريكي لكرة القدم (MLS) ودوري الدرجة الأولى لكرة القدم الأمريكي (USLC) على التوالي. دخل نادي أورلاندو سيتي البطولة في الدور الثالث، بينما دخل نادي ساكرامنتو ريبابليك البطولة في الدور الثاني. هذه أول نهائي للكأس المفتوحة للفريقين وأول نهائي يتميز بمشاركة فريق غير تابع لدوري الدوريات الكبرى الأمريكي لكرة القدم منذ النهائي عام 2008.